# أوتو ارنست شفايتزر
أوتو ارنست شفايتزر (بالألمانية: Otto Ernst Schweizer) (و. 1890 – 1965 م) هو مهندس معماري، وأستاذ جامعي من ألمانيا . ولد في شرامبرغ.
شارك في ألعاب أولمبية صيفية 1932.
توفي في بادن بادن .

## أعمال بارزة
من أهم أعماله:
- ملعب إرنست هابل.

## مناصب وهيئات
أدار معهد كارلسروه للتكنولوجيا.

## جوائز
حصل على جوائز منها:
- Commander's Cross of the Order of Merit ofthe Federal Republic of Germany.

## روابط خارجية
- أوتو ارنست شفايتزر على موقع مونزينجر (الألمانية)
- أوتو ارنست شفايتزر على موقع أوليمبيديا (الإنجليزية)